# Leif Brännström
Leif Brännström, född 1954, är en svensk journalist. 

## Biografi
Brännström har sedan 1980 arbetat på Expressen. Han var bland annat den första journalisten som fick det bekräftat att Olof Palme var skjuten. Som dåvarande politikreporter avslöjade Brännström inför Socialdemokraternas val av ny partiledare att Mona Sahlin för privata ändamål använt det kontokort hon hade tillgång till i tjänsten, den så kallade Tobleroneaffären. Som ett resultat av detta avgick Sahlin från sin post som vice statsminister och kandiderade inte längre till partiledare. Han var även 2020 först med att rapportera om Ebba Buschs uppmärksammade husaffär.

## Utmärkelser
- 2024 - Per Wendel-priset[4]